# Maurizio Gambini
Maurizio Gambini (Urbino, 28 marzo 1960) è un politico italiano, sindaco di Urbino dal 9 giugno 2014 del quale in precedenza era stato anche consigliere comunale della città; viene poi rieletto sindaco per un secondo mandato il 26 maggio 2019 e per un terzo ed ultimo mandato il 24 giugno 2024.